# جوزيف دوبونت (قسيس)
جوزيف دوبونت (بالفرنسية: Joseph Dupont)‏ هو قسيس فرنسي، ولد في 23 يوليو 1850 في Gesté ‏ في فرنسا، وتوفي في 19 مارس 1930 في تونس.